# Ilja Ivasjka
Ilja Ivasjka (Wit-Russisch: Ілья Івашка) (Minsk, 24 februari 1994) is een Wit-Russische tennisspeler. Hij heeft één ATP-toernooi gewonnen. Hij heeft ook twee challengers in het enkelspel en één challenger in het dubbelspel op zijn naam staan.

## Palmares

### Enkelspel
| Nr.                  | Datum            | Toernooi          | Ondergrond | Tegenstander in finale | Score    | Details |
| -------------------- | ---------------- | ----------------- | ---------- | ---------------------- | -------- | ------- |
| Gewonnen finales     |                  |                   |            |                        |          |         |
| 1.                   | 28 augustus 2021 | ATP Winston-Salem | Hardcourt  | Mikael Ymer            | 6-0, 6-2 | Details |
| Gewonnen challengers |                  |                   |            |                        |          |         |
| 1.                   | 26 juni 2017     | Fergana           | Hardcourt  | Nikola Milojevic       | 6-4, 6-3 |         |
| 2.                   | 18 maart 2018    | Shenzhen          | Hardcourt  | Ze Zhang               | 6-4, 6-2 |         |

### Dubbelspel
| Nr.                              | Datum            | Toernooi | Ondergrond | Partner      | Tegenstanders in finale           | Score            | Details |
| -------------------------------- | ---------------- | -------- | ---------- | ------------ | --------------------------------- | ---------------- | ------- |
| Gewonnen challengers herendubbel |                  |          |            |              |                                   |                  |         |
| 1.                               | 13 augustus 2016 | Portoroz | Hardcourt  | Sergey Botov | Tomislav Draganja Nino Serdarusic | 1-6, 6-3, [10-4] |         |

## Resultaten grote toernooien enkelspel
| Legenda | Legenda                          |
| ------- | -------------------------------- |
| g.t.    | geen toernooi gehouden           |
| l.c.    | lagere categorie                 |
| –       | niet deelgenomen                 |
| G       | uitgeschakeld in de groepsfase   |
| 1R      | uitgeschakeld in de eerste ronde |
| 2R      | uitgeschakeld in de tweede ronde |
| 3R      | uitgeschakeld in de derde ronde  |
| 4R      | uitgeschakeld in de vierde ronde |
| KF      | uitgeschakeld in de kwartfinale  |
| HF      | uitgeschakeld in de halve finale |
| F       | de finale verloren               |
| W       | het toernooi gewonnen            |
| w-v     | winst/verlies-balans             |

### Mannenenkelspel
| grandslamtoernooien  |     |      |      |      |    |
| Australian Open      | –   | –    | 2R   | 1R   | 1R |
| Roland Garros        | –   | 1R   | –    | –    | –  |
| Wimbledon            | –   | –    | –    | g.t. | 4R |
| US Open              | 1R  | –    | 1R   | –    |    |
| ATP Masters 1000     |     |      |      |      |    |
| Indian Wells         | –   | –    | 1R   | g.t. |    |
| Miami                | –   | –    | 2R   | g.t. | 2R |
| Monte Carlo          | –   | 1R   | –    | g.t. | –  |
| Madrid               | –   | –    | –    | g.t. | –  |
| Rome                 | –   | –    | –    | –    | –  |
| Montreal/Toronto     | –   | 3R   | 2R   | g.t. |    |
| Cincinnati           | –   | –    | –    | –    |    |
| Shanghai             | –   | –    | –    | g.t. |    |
| Parijs               | –   | –    | –    | –    |    |
| Olympische Spelen    |     |      |      |      |    |
| Olympische Spelen    | –   | g.t. | g.t. | g.t. | 3R |
| statistieken         |     |      |      |      |    |
| totaal aantal titels | 0   | 0    | 0    | 0    | 1  |
| eindejaarsranking    | 179 | 91   | 131  | 108  |    |

### Mannendubbelspel
| grandslamtoernooien  |      |      |      |     |
| Australian Open      | –    | –    | –    | –   |
| Roland Garros        | 1R   | –    | –    | –   |
| Wimbledon            | –    | –    | g.t. | –   |
| US Open              | –    | –    | –    |     |
| Olympische Spelen    |      |      |      |     |
| Olympische Spelen    | g.t. | g.t. | g.t. | 1R  |
| statistieken         |      |      |      |     |
| totaal aantal titels | 0    | 0    | 0    | 0   |
| eindejaarsranking    | 426  | —    | 1018 | 528 |